# Таунер (Колорадо)
Таунер (англ. Towner) — переписна місцевість (CDP) в США, в окрузі Кайова штату Колорадо. Населення — 18 осіб (2020).

## Географія
Таунер розташований за координатами 38°28′13″ пн. ш. 102°4′50″ зх. д. / 38.47028° пн. ш. 102.08056° зх. д. (38.470400, -102.080455).  За даними Бюро перепису населення США в 2010 році переписна місцевість мала площу 0,10 км², уся площа — суходіл.

## Демографія
Згідно з переписом 2010 року, у переписній місцевості мешкали 22 особи в 10 домогосподарствах у складі 6 родин. Густота населення становила 228 осіб/км².  Було 17 помешкань (176/км²).
Расовий склад населення:
| - 90,9 % — білих - 9,1 % — осіб інших рас |

До двох чи більше рас належало 0,0 %. Частка іспаномовних становила 9,1 % від усіх жителів.
За віковим діапазоном населення розподілялося таким чином: 22,7 % — особи молодші 18 років, 68,2 % — особи у віці 18—64 років, 9,1 % — особи у віці 65 років та старші. Медіана віку мешканця становила 50,0 року. На 100 осіб жіночої статі у переписній місцевості припадало 144,4 чоловіків;  на 100 жінок у віці від 18 років та старших — 112,5 чоловіків також старших 18 років.
Середній дохід на одне домашнє господарство  становив 38 571 долар США (медіана — 38 750), а середній дохід на одну сім'ю — 44 322 долари (медіана — 41 563). За межею бідності перебувало 2,3 % осіб, у тому числі 0,0 % дітей у віці до 18 років та 0,0 % осіб у віці 65 років та старших.
Цивільне працевлаштоване населення становило 17 осіб. Основні галузі зайнятості: освіта, охорона здоров'я та соціальна допомога — 64,7 %, сільське господарство, лісництво, риболовля — 35,3 %.